# Legno massello
Si definisce massello, o massegno, la porzione di legno ricavata dal durame, ovvero la parte interna e più densa del tronco dell'albero (ovvero quella meno giovane). Se oltre al durame, la porzione di legno ricavata dal tronco dell'albero comprende anche l'alburno (parte di legno più giovane, di più recente formazione e pertanto più tenera e meno densa) si parla di legno massiccio.

## Caratteristiche
Il legno massello ha contenuto di umidità del 18±2% con possibili fessure dovute all'essiccazione.
Per massello di legno si intende un materiale ricavato per lavorazione di tale legno e solo da questo costituito omogeneamente in tutto il suo spessore, anche se per ragioni estetiche. Questo materiale non ha bisogno di particolari trattamenti conservanti (salvo quelli antitarlo).

## Utilizzo
Se il componente del mobile o del fabbricato (casetta da giardino, per esempio) per il quale si è deciso di utilizzare il legno massello è relativamente esteso, si preferisce non usare un massello ottenuto dal segare un'unica tavola, bensì un insieme di listelle più ridotte in dimensioni in modo da liberare le tensioni interne presenti nelle fibre del legno. Talvolta le liste vengono riassemblate a pettine per aumentare la superficie di incollaggio e quindi la tenuta nel tempo del manufatto.